# سيكنيدازول
سيكنيدازول (الأسماء التجارية : فلاجينتيل، السندوز، سيكنيل ،سولوسيك) هو مضاد للعدوى من فئة نترويميدازول. تم الإبلاغ عن فعاليته في علاج داء المتحولات الثنائية.  كما تم اختباره ضد Atopobium vaginae.
في الولايات المتحدة ، تمت الموافقة على سيكنيدازول لعلاج التهاب المهبل البكتيري لدى النساء البالغات. women.